# Argao
Argao ist eine philippinische Stadtgemeinde der 2. Einkommensklasse in der Provinz Cebu. Sie hat 72.366 Einwohner (Zensus 1. August 2015).
Die Gemeinde liegt an der Ostküste der Insel Cebu, ca. 67 südlich von Cebu City und ist über die Küstenschnellstraße zu erreichen. Ihre Küste liegt an der Straße von Cebu, der Insel Bohol gegenüber. Ihre Nachbargemeinden sind Sibonga im Norden, Dalaguete im Süden. Die Gemeinden Dumanjug, Ronda, Alcantara, Moalboal und Badian grenzen im Westen an Argao. Die Küstenlinie der Gemeinde hat eine Länge von 18 Kilometern.

## Baranggays
Argao ist politisch in 45 Barangays unterteilt.
- Alambijud
- Anajao
- Apo
- Balaas
- Balisong
- Binlod
- Bogo
- Butong
- Bug-ot
- Bulasa
- Calagasan
- Canbantug
- Canbanua
- Cansuje
- Capio-an
- Casay
- Catang
- Colawin
- Conalum
- Guiwanon
- Gutlang
- Jampang
- Jomgao
- Lamacan
- Langtad
- Langub
- Lapay
- Lengigon
- Linut-od
- Mabasa
- Mandilikit
- Mompeller
- Panadtaran
- Poblacion
- Sua
- Sumaguan
- Tabayag
- Talaga
- Talaytay
- Talo-ot
- Tiguib
- Tulang
- Tulic
- Ubaub
- Usmad